# Luis Miramontes

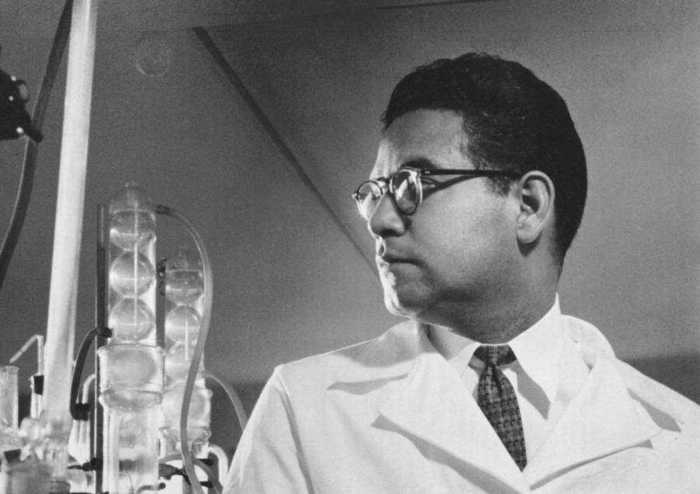
Luis E. Miramontes ca. 1953

Luis Ernesto Miramontes Cárdenas (ur. 16 marca 1925 w Tepic, zm. 13 września 2004 w mieście Meksyk) – meksykański chemik, jeden z wynalazców syntetycznego progestagenu, stosowanego w pierwszych tabletkach antykoncepcyjnych.
Studia ukończył na Narodowym Uniwersytecie Autonomicznym Meksyku. Następnie podjął pracę w meksykańskim koncernie chemicznym Syntex. Tam współpracował z Carlem Djerassi i George’em Rosenkranzem. Pracując pod ich kierownictwem uzyskał (15 października 1951) syntetyczny noretysteron, zastosowany w jednych z pierwszych ustnych środków antykoncepcyjnych. Był profesorem na Narodowym Uniwersytecie Autonomicznym Meksyku i Uniwersytecie Iberoamerykańskim.  